# Obsjtina Provadija
Obsjtina Provadija (bulgariska: Община Провадия) är en kommun i Bulgarien.   Den ligger i regionen Oblast Varna, i den östra delen av landet, 300 km öster om huvudstaden Sofia.
Obsjtina Provadija delas in i:
- Blăskovo
- Bozvelijsko
- Ventjan
- Gradinarovo
- Dobrina
- Zjitnitsa
- Zlatina
- Komarevo
- Krivnja
- Manastir
- Petrov dol
- Slavejkovo
- Snezjina
- Chrabrovo
- Tjerkovna
- Tjernook

Följande samhällen finns i Obsjtina Provadija:
- Provadija
- Kiten

Trakten runt Obsjtina Provadija består till största delen av jordbruksmark. Runt Obsjtina Provadija är det ganska tätbefolkat, med 52 invånare per kvadratkilometer.